# 張達京
張達京（1690年—1773年）字振萬，號東齋，綽號番仔駙馬。是臺灣中部地區平埔原住民巴宰族岸裡社的首任通事，為廣東潮州府大埔縣清遠都源高甲赤山村下灣庄客家人，身材魁梧。其兄弟為張達朝、張達標，也是著名的農業墾荒者。

## 生平
康熙五十年（1711年）平埔原住民巴宰族社民，受瘟疫侵襲，頗有死傷，張達京熟練中醫，他以草藥為社人治病，活人無數。社人感激涕零，阿穆賜以女兒為妻，其餘諸社頭目皆以女妻之，張達京成為番仔（原住民）的駙馬，共娶得六名平埔族公主，俗稱「番仔駙馬」。
雍正元年（1723年）原漢紛爭時有所聞，清廷需要幹練人士奔走協調，遂舉張達京為岸裏社第一任通事。他既是官方通事，又是岸裏社頭目的駙馬，人又精明幹練，很快就成為岸裏九社的重要人物。
雍正9年至10年間，大甲西社原住民聯合樸仔籬社 （今豐原區朴子里）等八社反抗漢族，後又聯合沙轆（今沙鹿區等）十餘社起事，當時官兵追討，渡大甲溪，八社遁走日南內山，張達京與岸裡社勇分路追擊，直搗巢穴，擒頭目，平亂事，雍正皇帝嘉其功，賜七品京官銜，並欽頒御衣一襲，至今仍由張家珍藏，視為傳家至寶。
他初至台中平原，即以此地廣闊卻雜草叢生，荒蕪閒置，至為可惜，興修水利，披荊斬棘以啟山林，因而日後引渡閩粵移民湧至，奠定拓荒台中盆地北緣的基礎。
他先與社番訂立契約，以割地換水方式取得土地權，更邀同漢人出資開鑿葫蘆墩圳，從樸仔籬口（即今石岡水壩西南處）築埤引進大甲溪溪水，圳長四十餘里，凡千餘甲盡蒙其利，不但荒埔變為良田，而且稻米亦豐收，葫蘆墩米因而聞名海內外。
如此數十年下來，張達京成了中台灣的首富，他所組織張振萬墾號「六館業戶」並邀集該區域的有錢人一同投資土地開墾事業，以張達京為首，秦登鑑、姚德心、廖朝孔、江又金、陳周文等六人，遍及大台中地區，包含臺中市市區、豐原、神岡、大雅、潭子等處。甚至西達海線的清水，南邊直到彰化市、芬園鄉，都有他名下的土地。
他的得力助手，也是「六館業戶」之一的廖朝孔，是福建漳州詔安官陂的客家人，擅長開闢水圳，因此被張達京從西螺邀來共同開墾台中。
張達京在台中地區長年的經營，使自己變成富豪，使台中盆地布滿漢人墾民。然而，也使得巴宰族人的生存空間急遽縮小，生計困難，造成日後巴宰族集體流亡埔里，或退回祖居地苗栗縣三義鄉鯉魚潭的慘劇。因此，雙方曾互相控訴，和平落幕收場。
後人為紀念此一當年開拓先賢，特在社口萬興宮（今神岡），崇奉「皇恩特授功加副府張公達京長生祿位」，其在台中市豐原區翁社里的舊宅「萬選居」（張家祖厝）尚保有。目前在台的子孫，將近萬人，而曾任台中市議會議長、市長、立法委員的張啟仲，以及臺中市議會議長張宏年，都是張家的後裔。

## 台灣南島史觀
跳脫漢人為主的歷史學界給予張達京的正面評價，巴宰族後裔潘大和於1998年出版《平埔巴宰族滄桑史 : 臺灣開拓史上的功臣》，該書為巴宰族的歷史角度出發，省思漢人移民太平洋台灣，與平埔族剝削、衝突、通婚的歷史。

## 後裔
- 張啟仲[2]
- 張宏年